# Bieszków Górny
Bieszków Górny (do 1569 Bieskow, 1569–XX w. Bieszków) – wieś w Polsce położona w województwie mazowieckim, w powiecie szydłowieckim, w gminie Mirów.
Pierwotnie miejscowość nosiła nazwę Bieskow. Najprawdopodobniej pochodzi ona od s.–pol. bies, czyli diabeł. Najdawniejsza wzmianka o wsi pochodzi z 1569, występując jako jedna z miejscowości klucza iłżeckiego dóbr biskupstwa krakowskiego. Mogła wtedy liczyć ok. 133–140 mieszkańców. W 1827 została sekularyzowana, przechodząc na własność skarbu Królestwa Polskiego. Na początku XIX w. liczyła ok. 245 mieszkańców. W 1864 Bieszków wszedł w skład gminy Rogów, powiatu radomskiego w guberni radomskiej (od 1918 w województwie kieleckim). Na przełomie XIX i XX w. liczyła 394 mieszkańców (1900). Znajdowały się tutaj dwa młyny, wodny i wiatrowy. W latach 1975–1998 miejscowość administracyjnie należała do województwa radomskiego.
Uczniowie objęci rejonizacją oświaty, uczęszczają do Publicznej Szkoły Podstawowej w Bieszkowie Dolnym.
Wierni Kościoła rzymskokatolickiego należą do parafii św. Jana Chrzciciela w Jastrzębiu, a Kościoła mariawickiego do parafii Przemienienia Pańskiego w Wierzbicy.